# Daniel Hirtz
Pour les articles homonymes, voir Hirtz.
Georges Daniel Hirtz (Strasbourg 2 février 1804 - Strasbourg le 20 avril 1893) est un maître-tourneur et écrivain alsacien. Il est connu pour avoir été rédacteur du célèbre almanach Der hinkende Bote am Rhein entre 1849 et 1891.

## Biographie
Daniel Hirtz n'étudia que jusqu'à douze ans au Gymnase protestant de Strasbourg puis entra en apprentissage chez son père, maître-tourneur. 
En 1823 il commença son tour d'Europe pour se perfectionner dans le métier. Il visita d'abord la Suisse puis parcourut l'Allemagne en tous sens ; c’est à Mersebourg qu’il composa une poésie « Der Fürstenring » qui eut beaucoup de succès en Alsace ; à Berlin, il travailla chez maître Engel et aida à la confection des meubles de noces du prince royal, Frédéric-Guillaume IV de Prusse ; à Hildesheim, il écrivit une légende populaire Der Dom zu Hildesheim.
En 1827 il rentra à Strasbourg où il s'installa à son compte deux ans plus tard, devenu bon ouvrier et bon poète. Pour le quatrième centenaire de l'achèvement de la cathédrale (24 juin 1839), il lut, à la foule rassemblée sur la plate-forme, sa poésie Das Münsterfest. C'est à lui que le Magistrat de Strasbourg confia, pour les fêtes de Gutenberg, en juin 1840, le soin de l'arrangement de la partie de la corporation des tourneurs pour le cortège des corporations, ainsi que la composition de la poésie de circonstance. Sa pièce poétique Die Bischofswahl, imprimée à la Didaskalia de Francfort, lui valut une grande renommée. À partir de 1849 il fut employé au directoire de l'Église de la Confession d'Augsbourg et devint rédacteur du Hinkende Bote am Rhein (Le Messager boiteux sur l'Ill et le Rhin). 
Dans sa vieillesse il se retira au Diaconat de Strasbourg où il mourut quelques années plus tard.
Daniel Hirtz eut un fils, prénommé également Georges Daniel, qui s'engagea dans l'armée pour ne pas devenir pasteur, il mena une vie aventureuse et, après l’annexion, rentra en Alsace où il fut percepteur à Bischwiller. Il mourut dès 1887 (on lui doit aussi quelques œuvres en allemand et en alsacien). La fille de ce dernier épousa un pharmacien d'Ittenheim et eut elle-même une fille qui mourut à l'âge de dix ans, elle se retira au Diaconat avant de mourir. Daniel Hirtz eut aussi une fille Sophie Catherine qui épousa le pasteur Groetzinger  le 23 août 1853 à Neuviller-la-Roche.

## Œuvre principale
- Der hinkende Bote am Rhein (Le Messager boiteux de l'Ill et le Rhin), Almanach, 1849-1891.

## Hommage
- Une rue de Strasbourg porte son nom.

## Source
- Nouveau Dictionnaire de biographie alsacienne, article de Jean-Marie Gall
- Le Théâtre populaire alsacien au XIXe siècle, Jean-Marie Gall, Istra, Strasbourg, 1973 : 208 p.
- Dictionnaire de biographie des hommes célèbres de l’Alsace, Édouard Sitzmann, 1910